# Округ Полк (Тенеси)
Округ Полк (енгл. Polk County) је округ у америчкој савезној држави Тенеси.

## Демографија
По попису из 2010. године број становника је 16.825, што је 775 (4,8%) становника више него 2000. године.
| Група             | 2000.          | 2010.          |
| Белци             | 15.689 (97,8%) | 16.262 (96,7%) |
| Афроамериканци    | 22 (0,1%)      | 50 (0,3%)      |
| Азијати           | 19 (0,1%)      | 24 (0,1%)      |
| Хиспаноамериканци | 117 (0,7%)     | 233 (1,4%)     |
| Укупно            | 16.050         | 16.825         |